# Coronaster eclipes
Coronaster eclipes är en sjöstjärneart som beskrevs av Fisher 1925. Coronaster eclipes ingår i släktet Coronaster och familjen Labidiasteridae. Inga underarter finns listade i Catalogue of Life.